# Cleveland (Floryda)
Cleveland – jednostka osadnicza w Stanach Zjednoczonych, w stanie Floryda, w hrabstwie Charlotte.